# 坎加爾

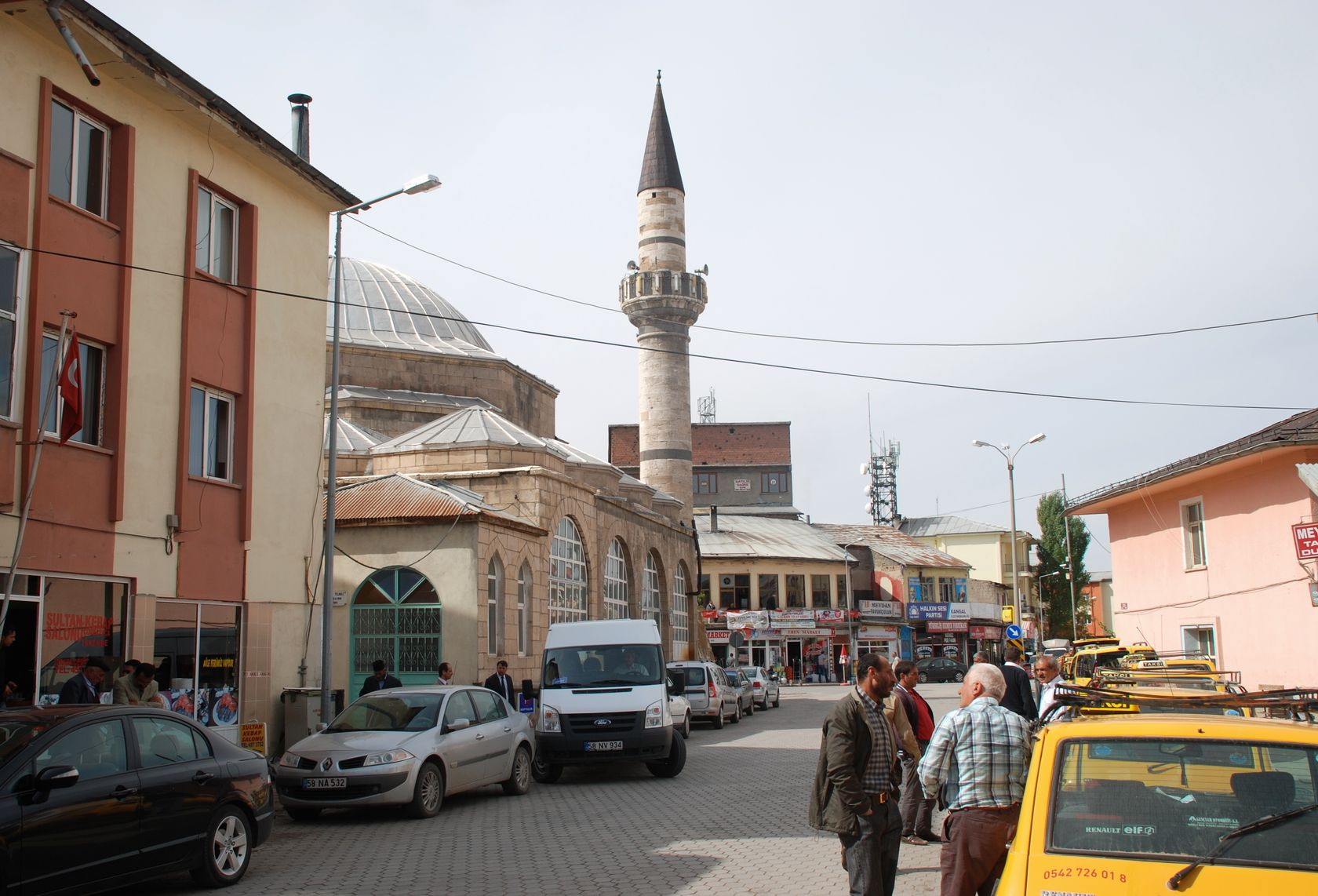
Kangal city center

坎加爾（Kangal）是土耳其的城鎮，由錫瓦斯省負責管轄，位於該國中部，距離首府錫瓦斯約70公里，面積3,792平方公里，海拔高度1,540米，是該地區的農業中心，2008年人口10,522。
39°14′N 37°23′E / 39.233°N 37.383°E